# Agence autonome de la BCC à Kalemie
Pour les articles homonymes, voir BCC.
L'Agence Autonome de la banque centrale du Congo de Kalemie est une institution financière située à Kalemie, dans la province du Tanganyika, en république démocratique du Congo. Faisant partie intégrante du réseau national de la Banque centrale du Congo (BCC), l'agence de Kalemie joue un rôle stratégique dans le développement économique et financier de cette région du pays, connue pour ses activités minières, agricoles et commerciales.

## Historique
L'agence de Kalemie a été inaugurée par le chef de l'état Félix Tshisekedi, pour répondre aux besoins croissants de services bancaires dans le sud-est de la république démocratique du Congo, une région à forte activité économique. Avec l’expansion de Kalemie en tant que centre commercial et industriel, l’ouverture de cette agence a permis d’améliorer l'accès des entreprises, des commerçants et des particuliers aux services financiers modernes,,,.

## Mandat et Activités
L'agence de Kalemie, comme toutes les autres succursales de la Banque centrale du Congo, fonctionne avec un double mandat :
1. Fournir des services bancaires : Cela inclut l'ouverture de comptes, les dépôts, les prêts aux particuliers et aux entreprises, les services de change, et les paiements électroniques.
2. Soutenir le développement économique local : En facilitant l’accès au financement, l’agence joue un rôle crucial dans le renforcement des secteurs productifs de la région, tels que l’exploitation minière, l’agriculture, et le commerce transfrontalier avec les pays voisins.

## Structure organisationnelle
L'agence autonome de Kalemie est dirigée par un directeur d'agence qui supervise les opérations quotidiennes. Elle emploie une équipe de professionnels locaux formés aux standards nationaux et internationaux pour garantir la qualité des services.

## Importance régionale
Située sur les rives du lac Tanganyika, Kalemie est un hub logistique clé pour le commerce entre la RDC et d’autres pays de la région des Grands Lacs, notamment la Tanzanie et le Burundi. L’agence autonome de la BCC contribue à cette dynamique en fournissant des solutions financières adaptées aux besoins des entreprises impliquées dans les échanges régionaux.

## Défis et perspectives
Comme toutes les institutions financières opérant en RDC, l'agence de Kalemie fait face à des défis liés aux infrastructures limitées, à l’instabilité économique, et parfois à l’insécurité dans la région. Cependant, grâce à des investissements technologiques et humains continus, elle vise à renforcer sa capacité à offrir des services fiables et innovants,.

## Contact et localisation
L'agence est idéalement située dans le centre-ville de Kalemie pour un accès facile aux clients. Elle propose également des services en ligne et mobiles pour répondre aux besoins d’une clientèle diversifiée et géographiquement dispersée.